# Land van Kleef (buurtschap)
Land van Kleef is een buurtschap in de gemeente Loon op Zand in de Nederlandse provincie Noord-Brabant. Het ligt ten noordoosten van de plaats Loon op Zand.
Dorpen: Kaatsheuvel · De Moer · Loon op Zand

Buurtschappen: Duiksehoef · Kraanven · Land van Kleef · Loons Hoekje · Moleneind · Molenstraat

Noord-Brabant: Steden en dorpen      Nederland: Provincies · Gemeenten